# 華堅·馮力士
瓦昆·拉斐爾·菲尼克斯（英語：Joaquin Rafael Phoenix，/hwɑːˈkiːn/，1974年10月28日—），是一名美國演員、監製。2012年以電影《世紀教主》獲得威尼斯影展最佳男演员獎，2017年以《你從未在此》获得戛纳电影节最佳男演员奖，2020年以《小丑》獲得第25屆评论家选择电影奖、第26屆美國演員工會獎、第92屆奧斯卡金像獎與第77屆金球獎最佳男主角獎。

## 生平
菲尼克斯出生於波多黎各聖胡安的里约皮埃德拉，4年後舉家遷至美國定居至今。他的童年時期，由於家境貧困，所以他與哥哥姐姐一起在街頭表演，他是五個孩子中的第三個，包括瑞凡（1970年-1993年）、瑞恩（1972年出生）、利伯蒂（1976年出生）和桑瑪（1978年出生），他們都演過戲。
瓦昆·菲尼克斯的母親Arlyn Dunetz是來自紐約的猶太人。瓦昆·菲尼克斯的父親John Lee Bottom來自加利福尼亞州，有英國、德國和法國三國血統。Arlyn於1968年離開了她的家人，搬到加州，後來在搭便車時遇到菲尼克斯的父親。他們在1969年結婚，然後加入了邪教「天父的兒女」（the Children of God），並開始在南美洲到處旅行。他的父母最終因對天父的兒女不滿意，決定離開這個團體並於1978年返回美國。他們將自己的姓改為Phoenix，取名自不死鳥，象徵著一個新的開始。大約在這個時候，瓦昆開始稱自己為「Leaf」，意爲葉子，因爲他想有一個和他兄弟姐妹一樣與大自然相關的名字，其靈感來自花時間在戶外與父親一起耙葉子。「Leaf」成了他當童星的名字，直到15歲時，他才改回叫瓦昆。
早逝的哥哥是活躍於1980年代的電影演員瑞凡·費尼克斯。
在瓦昆·菲尼克斯的電影生涯中，演出的角色有包括《8釐米》中的Max California、《鵝毛筆》中飾演神父、《神鬼戰士》中的暴君康茂德、《弦途有你》中的民歌歌手尊尼·卡殊等。
2008年10月27日，他宣佈退出影壇，專注發展其歌唱事業。2010年9月22日，他在《晚间秀》节目上澄清之前的息影以及之后的怪异举止是为了他与Casey Affleck一起拍摄的伪纪录片《I'm Still Here》而假装进行的。
2012年电影《大师》为他赢得了第69届威尼斯电影节最佳男演员奖（与菲利普·塞默·霍夫曼共同获得）。
2013年與瑪莉詠·柯蒂亞、傑瑞米·雷納合作電影《紐約風塵》。同年成本僅2500萬美元的《雲端情人》更为他赢得了華盛頓特區影評人協會最佳男演员提名與第71屆金球獎最佳男主角提名。
2017年憑電影《獨行煞星》贏得第70屆康城影展最佳男演員獎。
2019年參與拍攝漫畫改編電影《小丑》飾演小丑。電影於2019年8月31日在第76屆威尼斯影展全球首映，贏得最高榮譽金獅獎。全球票房超过十亿美元，他因在片中的精彩表演获得金球奖和奥斯卡最佳男主角等许多奖项。
2020年，瓦昆·菲尼克斯與未婚妻鲁妮·玛拉的儿子誕生，並取名亡兄瑞凡·菲尼克斯之名。

## 外部連結
- 華堅·馮力士在互联网电影资料库（IMDb）上的資料（英文）
- 華堅·馮力士在豆瓣上的资料（简体中文）